# Eugen Scherz
Eugen Scherz est un ancien arbitre suisse de football, qui officia de 1938 à 1951. Il était lié à Berne de 1938 à 1939 et 1945 à 1949 et à Interlaken de 1940 à 1941.

## Carrière
Il a officié dans descompétitions majeures : 
- Coupe de Suisse de football 1938-1939 (finale)
- Coupe de Suisse de football 1940-1941 (finale rejouée)
- Coupe Latine de football 1951 (finale)